# Церква Святої Параскеви Терновської (Сороки)
Церква Святої Параскеви Терновської в Сороках — парафія і храм греко-католицької громади Золотопотіцького деканату Бучацької єпархії Української греко-католицької церкви в селі Сороки Чортківського району Тернопільської области.

## Історія церкви
У селі Сороки є мурована церква Преподобної Параскеви, збудована в 1848 році та освячена в 1887-му. Біля храму також стоїть кам'яна дзвіниця на три дзвони, зведена в 1930 році.
У 1946 році державні органи тимчасово закрили церкву, але згодом вона відновила роботу, перебуваючи в підпорядкуванні РПЦ. У 1960 році храм знову закрили.
У 1989 році влада передала ключі від церкви громаді, і служби відновилися під юрисдикцією РПЦ. Однак через бажання вірян повернутися до греко-католицьких традицій виникло непорозуміння, і церкву знову закрили.
У 1990 році церква Святої Параскеви Терновської та її парафіяни знову стали греко-католиками. Храм освятив Павло Василик.
За служіння отця Григорія Канака було проведено повну реконструкцію церкви. Також відновлено кам'яний хрест на честь скасування панщини, який встановили біля лип, посаджених у 1848 році. З його ініціативи засновано братство «Апостольство молитви», «Золоту Книгу Тверезості», Вівтарну дружину та спільноту «Матері в молитві».

## Парохи
- о. Володислав Носковський (1889—?),
- о. Микола Бриля,
- о. Григорій Канак (1990—1993),
- о. Василь Деркач (1993—1999),
- о. Антон Федик (1999—2007),
- о. Ігор Вовк (з 2007).